# Fachhochschule

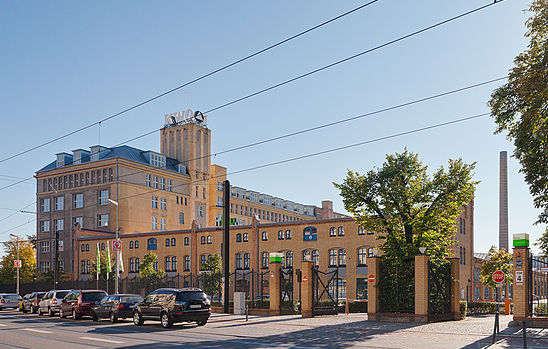
Hochschule für Technik und Wirtschaft Berlin

Fachhochschule (FH) ist eine im deutschsprachigen Raum ehemals gebräuchliche und noch heute gelegentlich umgangssprachlich verwendete Bezeichnung für Hochschulen für angewandte Wissenschaften (HAW), die Lehre und Forschung mit anwendungs-orientiertem Schwerpunkt auf wissenschaftlicher Grundlage betreiben. Die Forschung an Hochschulen für angewandte Wissenschaften findet häufig in Kooperation mit regionalen und überregionalen Unternehmen statt und trägt damit zum Wissens- und Technologietransfer bei.
In der Bundesrepublik Deutschland gibt es derzeit (Stand August 2025) 201 Hochschulen für angewandte Wissenschaften, von welchen nur noch 26 Einrichtungen (12,93 %) unter der Bezeichnung "Fachhochschule" oder "FH" firmieren. Im Wintersemester 2018/19 waren noch über eine Million Studenten in den Bachelor- und Masterstudiengängen der Fachhochschulen eingeschrieben bzw. immatrikuliert, wovon es sich bei 123.000 Studierende um ausländische Studierende handelte.
Die Bezeichnung der Fachhochschulen als Hochschulen für angewandte Wissenschaften (HAW) ist in Deutschland seit den 2000er-Jahren gebräuchlich. Die englische Bezeichnung University of Applied Sciences (‚Universität der angewandten Wissenschaften‘) wird regelmäßig als Übersetzung und zum Teil auch als Namenszusatz gebraucht.

## Geschichte und Definition
Der Begriff Fachhochschule wurde in der Bildungsdiskussion der 1960er-Jahre in Westdeutschland geprägt. Die Verabschiedung der Fachhochschulgesetze und die Errichtung der Fachhochschulen durch die Bundesländer erfolgten zwischen 1969 und 1972. Ihre Vorläufer-Institutionen waren die Fachschulen und Ingenieurschulen, deren Studenten ab Ende der 1960er-Jahre eine Aufwertung ihres Ausbildungsweges forderten. Hintergrund war das deutsche Wirtschaftswunder in den 1950er- und 1960er-Jahren, das mehr gut ausgebildete, technisch versierte und spezialisierte Fachkräfte benötigte. Eine von der EWG geplante Neuregelung des Niederlassungsrechts für Ingenieure sorgte unter den Ingenieurschülern für zusätzlichen Unmut: Diese hätte sie zu Technikern, zu Ingenieuren zweiter Klasse, degradiert. Ziel der Studenten und ihrer Lehrkräfte war es, die Ingenieurschulen aus dem Schulverwaltungsgesetz herauszunehmen, sie als eigenständige Körperschaften anzuerkennen, Eingangsvoraussetzungen zu erhöhen und sie in Richtung einer wissenschaftlichen Einrichtung aufzuwerten. Dafür gingen sie auf die Straße und bestreikten im Sommersemester 1968 erstmals flächendeckend Vorlesungen.
Am 5. Juli 1968 einigten sich die Ministerpräsidenten der Länder darauf, den neuen Hochschultyp Fachhochschule einzuführen, am 31. Oktober 1968 benannte das Abkommen zwischen den Ländern der Bundesrepublik zur Vereinheitlichung auf dem Gebiet des Fachhochschulwesens deren Auftrag: „Sie vermitteln eine auf wissenschaftlicher Grundlage beruhende Bildung.“ Im Anschluss folgten die einzelnen Abkommen der Bundesländer. In Nordrhein-Westfalen war es das Fachhochschulgesetz vom 29. Juli 1969, welches sich die anderen Bundesländer zum Teil als Vorbild nahmen. In Schleswig-Holstein starteten in Lübeck, Flensburg und Kiel die ersten Fachhochschulen der Bundesrepublik schon zum ersten August 1969. 1970 folgte Hamburg, während die überwiegende Mehrheit der deutschen Fachhochschulen 1971 gegründet wurden.
Bis heute erfolgten zahlreiche Entwicklungsschritte. Einer folgte unmittelbar nach der deutschen Einheit 1990, die unter anderem zu einer Zusammenlegung von Fachschulen und polytechnischen Instituten zu Fachhochschulen oder auch zu einer Einstufung einzelner Hochschulen zu Fachhochschulen inklusive Verlust des Promotionsrechts führten. Dies führte aber zu einer Aufwertung der Forschung an den neugegründeten ostdeutschen Fachhochschulen. Die neuen Hochschulgesetze der Länder, zwischen 1990 und 1993 veröffentlicht, gaben alle der anwendungsbezogenen Forschung und Entwicklung mehr Raum. In einigen Ländern wurde Forschung erstmals als Pflichtaufgabe für Fachhochschulen benannt.
Seit den 1990er-Jahren dürfen Fachhochschulen im deutschen Sprachraum ihren Namen mit einem englischen oder französischen Namenszusatz, etwa University of Applied Sciences (‚Universität für angewandte Wissenschaften‘), ergänzen. Seit 2000 erfolgte in Deutschland und Österreich im Rahmen des Bologna-Prozesses die Umstellung auf die Bachelor- und Master-Studiengänge. Die Fachhochschulen wurden damit Hochschulen für angewandte Wissenschaften (HAW). Die Bezeichnung macht zugleich deutlich, dass sich diese Hochschulform dezidiert auf anwendungsnahe Studiengänge und anwendungsbezogene Forschung fokussiert. Die Abschlüsse, die Fachhochschulen vergeben, entsprechen formell denjenigen von Universitäten und sind daher gleichlautend. Die Angabe der Hochschulart hinter dem akademischen Grad, zum Beispiel (FH) oder (Univ.), ist seit dem Bologna-Prozess nicht mehr verpflichtend.
In Österreich hebt § 6 Abs. 1, 2 FHG explizit hervor, dass die an Hochschulen für angewandte Wissenschaften nach Bologna verliehenen akademischen Grade keine Zusätze enthalten dürfen. Eine Ausnahme hierfür gilt für Studiengänge älterer Studienordnungen, welche allerdings mittlerweile bereits ausgelaufen sind (z. B. Fachhochschul-Magisterstudiengänge mit Abschluss "Magister/Magistra (FH")). Dies führt dazu, dass an Fachhochschulen bzw. HAWs als Diplomgrade verliehene Mastergrade (vor allem in ingenieurwissenschaftlichen und technischen Fächern als "Diplom-Ingenieur") analog ihrer Äquivalente Master of Arts/Science/Education ebenso ohne Zusatz zu verleihen und zu führen sind. Beispiele sind hierfür die Masterstudiengänge Gebäudetechnik und Gebäudemanagement sowie Energie- und Umweltmanagement an der Hochschule Burgenland, Baumanagement und Ingenieurbau, Business Transformation (International Industrial Management) sowie Supply Chain Engineering an der FH Joanneum oder aber auch IT und Wirtschaftsinformatik an der Campus 02 Fachhochschule der Wirtschaft.
Die Gleichrangigkeit war ein wesentliches Argument in dem vielbeachteten Urteil des Bundesverfassungsgerichts vom 13. April 2010, in dem festgestellt wurde, dass Fachhochschulprofessoren sich auf Art. 5 Abs. 3 GG berufen können: „Schließlich haben sich Annäherungen zwischen Universitäten und Fachhochschulen im Zuge des so genannten Bologna-Prozesses ergeben, die erkennen lassen, dass nach dem Willen des Gesetzgebers auch Fachhochschulen als wissenschaftliche Ausbildungsstätten angesehen werden sollen.“
Im Gegensatz zu den Universitäten und den ihnen statusmäßig gleichgestellten Hochschulen, wie etwa den Medizinischen oder Pädagogischen Hochschulen, besitzen Fachhochschulen bzw. Hochschulen für angewandte Wissenschaften kein generelles Promotionsrecht.
In einigen bundesdeutschen Ländern wurden allerdings mittlerweile Rechtsgrundlagen für ein eigenes bzw. Verbunds-Promotionsrecht an Hochschulen für angewandte Wissenschaften geschaffen. Hessen startete 2017 zwei Promotionszentren für angewandte Informatik und Soziale Arbeit, in denen ausschließlich (Fach-)Hochschulen vertreten sind. In Nordrhein-Westfalen können forschungsstarke Professoren von Hochschulen für angewandte Wissenschaften, die im Promotionskolleg NRW aufgenommen wurden, seit 2022 eigenständig Promotionen durchführen. In Baden-Württemberg wurde 2022 ein Promotionszentrum der Fachhochschulen mit eigenständigem Promotionsrecht eingerichtet.
In Bayern war die Promotion an Fachhochschulen zunächst nur im Rahmen einer kooperativen Promotion, d. h. mit Beteiligung einer Universität oder im Rahmen einer Verbundpromotion im Bayrischen Wissenschaftsforum BayWiss, möglich.
Durch das seit Januar 2023 geltende Bayerische Hochschulinnovationsgesetz (BayHIG) erhalten ausgewählte Fachhochschulen bzw. Technische Hochschulen in Bayern ein eigenständiges Promotionsrecht in forschungsstarken Bereichen. Im Rahmen der ersten Ausschreibungsrunde wurden 2023 elf Promotionszentren an 13 Hochschulen eingerichtet. In einer zweiten Runde im Juli 2024 kamen sieben weitere Promotionszentren hinzu – insgesamt existieren nun 18 Promotionszentren, darunter u. a. Zentren für Advanced Building Technologies (TH Rosenheim), Energietechnik (TH Nürnberg, Hochschule München, OTH Regensburg), Nachhaltige intelligente Technologien (TH Augsburg, TH Deggendorf, HS Landshut), Sustainable Land Use Systems (HS Weihenstephan‑Triesdorf) und Transformation und nachhaltige Entwicklung (HS Kempten).
Die Promotionszentren fördern eigenständig den wissenschaftlichen Nachwuchs, bieten einen qualitätsgesicherten Promotionsweg und stärken den Innovations‑ und Technologietransfer in die Wirtschaft und Gesellschaft.
Ungeachtet ihrer deutlich fachspezifischen Ausrichtung zählen z. B. Musik-, Theater-, Film- sowie alle der Kunst gewidmeten Hochschulen (also auch fachspezifisch ausgerichtete Konservatorien oder Akademien) nicht zu Fachhochschulen im eigentlichen Sinne. Stattdessen werden diese meist unter dem Begriff Kunsthochschulen zusammengefasst und verfügen regelmäßig über einen Universitäts-äquivalenten Status in Hinblick auf das Promotions- und Habilitationsrecht.

## Situation in einzelnen Ländern
Hochschulen für angewandte Wissenschaften gibt es überwiegend in Deutschland, in Österreich und in der Schweiz. Die heutige Universität Liechtenstein wurde im Jahre 1992 als Fachhochschule Liechtenstein gegründet. In Österreich wurde der Beschluss zum Aufbau von Fachhochschulen im Jahr 1990 gefasst, in der Schweiz im Jahr 1995.
Darüber hinaus existieren in weiteren Ländern verwandte Hochschulformen:
- Dänemark: professionshøjskoler
- Finnland: finnisch Ammattikorkeakoulu bzw. schwedisch yrkeshögskola
- Niederlande: hogeschool (hbo):

Hier besteht in der Regel die Möglichkeit, von dieser mit hbo (hoger beroepsonderwijs) bezeichneten Ausbildung in das wissenschaftliche Studium WO (wetenschappelijk onderwijs) zu wechseln.
- Norwegen: høgskole
- Schweden: högskola

Im angelsächsischen Sprachraum wird häufig der Begriff University college für den Fachhochschulen verwandte Hochschulformen verwendet, dieser Begriff ist aber mehrdeutig.